# Verdrag van Capdepera
Het Verdrag van Capdepera werd ondertekend op 17 juni 1231. De ondertekenaars waren koning Jacobus I van Aragon en de kadi of rechter-heerser van Menorca Abu Abd Allah Mohammed ibn Ahmad ibn Hischam. De ondertekening vond plaats in Capdepera in Mallorca, het grootste eiland in de Balearen.

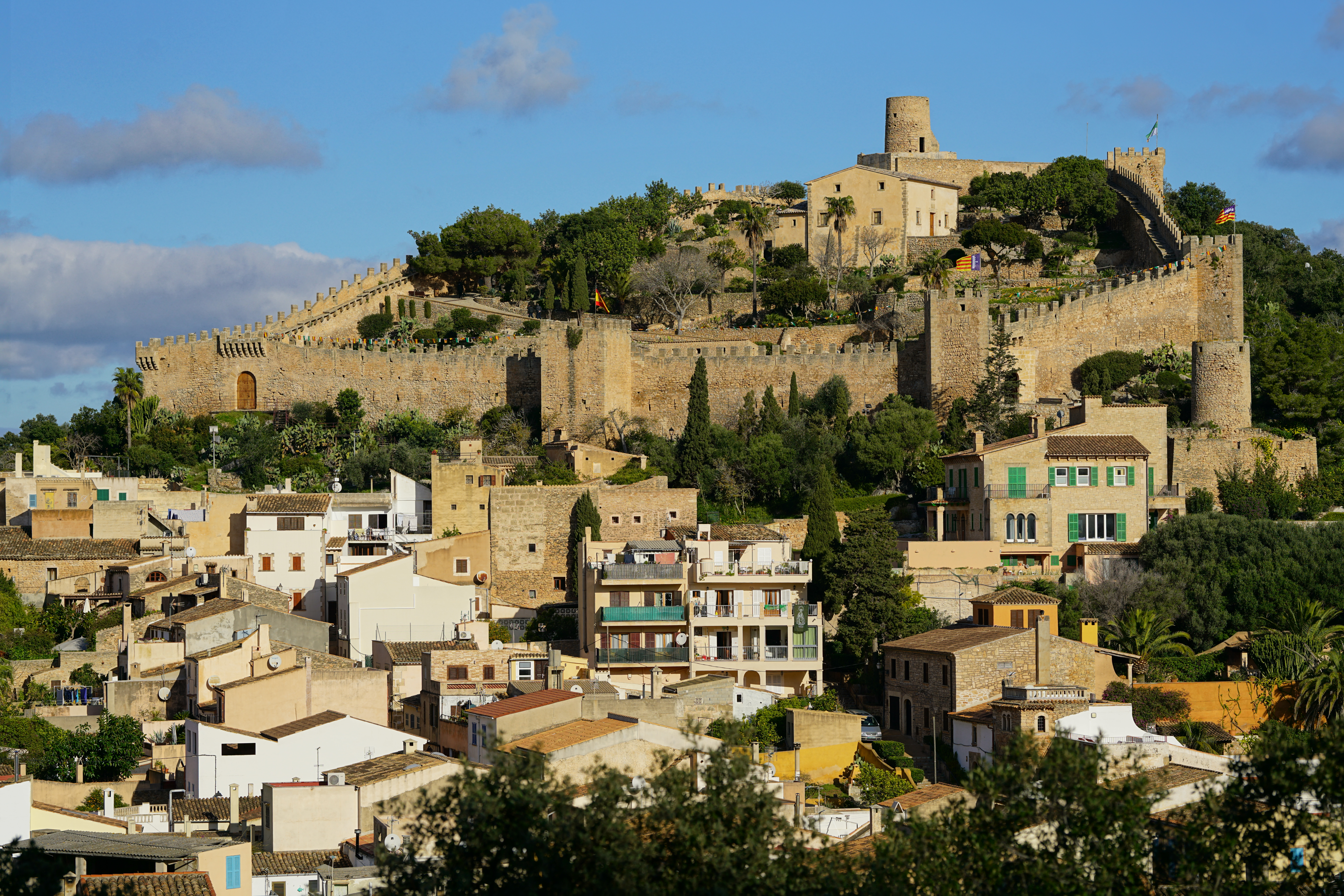
Capdepera op Mallorca, waar het Verdrag van Capdepera werd gesloten (1231)

Door dit verdrag werd de Taifa Menorca een vazalstaat van de Kroon van Aragon.

## Vooraf
De Balearen behoorden tot het Kalifaat van de Almohaden. Koning Jacobus I veroverde Mallorca in 1229 en annexeerde deze bij zijn koninkrijk Aragon. Zijn oog was ook gevallen op het naburige eiland Menorca, de toenmalige staat Taifa Menorca. Hiertoe liet hij aan de noordkust van Mallorca grote vuren aanleggen, die ze tot in Menorca konden zien branden. Hiermee suggereerde Jacobus I dat hij met een groot leger aanvalsklaar stond. Hij dwong het moslimbestuur van Menorca met hem te onderhandelen, wat ook gebeurde nadat hij de laatste islamitische verzetshaarden op Mallorca had opgeruimd (1231). Jacobus I zond drie gezanten naar Menorca: Berenguer de Santa Eugenia, Don Assalit de Gudar en Don Pere Maça. Het moslimbestuur van Menorca ging tijdens de onderhandelingen akkoord voor een vreedzame annexatie door Aragon.

## Het verdrag
Hischam, heerser van de Taifa Menorca, erkende in het Verdrag van Capdepera Jacobus I als vorst van Menorca. Het koninkrijk Aragon zorgde voor militaire bescherming, liet godsdienstvrijheid toe en kende een autonomie toe aan Menorca. Doch hiervoor was een prijs te betalen: jaarlijks drieduizend bussels tarwe, honderd koeien en vijfhonderd geiten of schapen, tweehonderd stuks verse boter, alsook tweehonderd gouden dukaten uit Byzantium om het vee te vervoeren. Andere bepalingen waren de uitwisseling van gevangenen tussen Menorca en Aragon, en de afspraak dat Menorca geen vrijplaats mocht worden van mensen die het Aragonees gerecht ontvluchtten. Bij een eventuele aanval op Menorca door andere moslims moest Menorca steeds de kant kiezen van het koninkrijk Aragon.
Voor het verdrag reisden Hischam en driehonderd vooraanstaande moslims uit Menorca naar Mallorca.

## Vervolg
In 1234 werd Hischam afgezet door Abu Uthman Said ibn Hakam al-Qurashi. Deze laatste riep zichzelf uit tot emir van Menorca en respecteerde verder het Verdrag van Capdepera, inclusief het betalen van taksen aan Aragon. De Taifa Menorca genoot van een grote autonomie binnen het koninkrijk Aragon.